# スパイダーマン プルトニウムを追え
スパイダーマン プルトニウムを追え（スパイダーマン プルトニウムをおえ、Spider-Man Strikes Back）は、1978年のアメリカ映画。

## キャスト
（）は日本語吹替
- ピーター・パーカー 演：ニコラス・ハモンド（大塚芳忠）
- バーベラ警部 演：マイケル・パタキ（青野武）
- ジェイ・ジョナ・ジェイムスン 演：ロバート・F・サイモン（上田敏也）
- リタ 演：チップ・フィールズ 演：さとうあい
- ゲイル 演：ジョアンナ・キャメロン（横尾まり）
- ホワイト 演：ロバート・アルダ（柴田秀勝）
- エンジェル 演：ローレンス・P・ケイシー（銀河万丈）
- ベイラー教授 演：サイモン・スコット（村松康雄）
- クレイグ 演：ランディ・パウエル（鈴置洋孝）
- カーラ 演：アン・ブルーム（堀越真己）
- テッド 演：スティーヴン・アンダーソン（江原正士）

- その他の吹き替え声優 - 筈見純、広瀬正志、伊井篤史、田口昂、小室正幸

## 日本語版制作スタッフ
- 翻訳 - 平田勝茂
- 演出 - 左近允洋
- 調整 - 飯塚秀保
- 効果 - PAG
- 制作 - グロービジョン
- 配給 - 日本国際エンタープライズ
- 初回放送日：1989年7月22日 テレビ朝日の土曜深夜のウィークエンドシアターで放送。

## 公開
1978年5月8日にヨーロッパで公開され、同年12月21日にはアメリカで公開された。日本では劇場未公開で、テレビ放送のみとなっている。